# Morten Pedersen Porsild
Morten Pedersen Porsild ( 1872 – 1956) fue un botánico, pteridólogo, briólogo danés, que vivió y trabajó gran parte de su vida en Groenlandia. Participó en expediciones a Groenlandia entre 1898 a 1902, junto al fisiólogo August Krogh. En 1906, fundó la "Estación Ártica de la Universidad de Copenhague en Qeqertarsuaq, Groenlandia Occidental, desde 1956 parte de esa Universidad. Obtuvo el apoyo de famosos investigadores polares como Knud Rasmussen, Mylius-Erichsen, Fridtjof Nansen. Un particular donó el edificio, y los gastos de funcionamiento fueron puestos directamente sobre el presupuesto nacional danesa. Morten Porsild manejó la estación por cuarenta años. En 1946, retornó a Copenhague, siendo sucedido como director de la estacóon por Paul Gelting. Era el padre de Alf Erling Porsild, Robert Thorbjørn Porsild, Asta Irmelin "Tulle" Egede y Ove Sten Porsild.
Además de la botánica, Porsild contribuyó a la zoología y a la etnografía. También ingresó a la política de Groenlandia.

## Algunas publicaciones
- Porsild, Morten P. 1910. Hvor opholder den grønlandske laks sig om vinteren (¿Dónde queda el salmón de Groenlandia en invierno?). Meddelelser om Grønland 47
- Porsild, Morten P. 1910. Plant life of Hare Island off the coast of West Greenland. Meddelelser om Grønland 47: 251-274
- Porsild, Morten P. 1911. Une arme ancienne de chasse des esquimaux et son analogue de la culture préhistorique de France (Una antigua arma de caza esquimal y su análogo en la cultura prehistórica de Francia). Meddelelser om Grønland 47.
- Porsild, Morten P. 1914. Studies on the material culture of the Eskimo in West Greenland. Meddelelser om Grønland 51 (5)
- Porsild, Morten P. 1915. On the Genus Antennaria in Greenland. Meddelelser om Grønland 51: 267-81
- Porsild, Morten P. 1918. Om nogle vestgrønlandske patterdyr og fugle; I-II. Meddelelser om Grønland 56 (1918): 29-54
  - Part 1 on wolves, dogs and reindeer, Part 2 on the narwhal.
- Porsild, Morten P. (1918) On "Savssats": A crowding of Arctic animals at holes in the sea ice. Geographical Review 6 (3): 215-228. (enlace roto disponible en Internet Archive; véase el historial, la primera versión y la última).
- Porsild, Morten P. 1919. Naussut suliarineránut panertíneránutdlo najorĸutagssiaĸ (Guí de prensado y secado de plantas). K’eĸertarssuarme, 6 pp.
- Porsild, Morten P. (asistido por A. Erling Porsild) 1920. The flora of and the adjacent coast of West Greenland from 66-71 n. lat.: with remarks on phytogeography, ecology, flowering, fructification and hibernation. Meddelelser om Grønland 58 (1-2)
- Porsild, Morten P. 1932. Alien plants and apophytes of Greenland. Meddelelser om Grønland 92 (1), 85 pp.
- La abreviatura «Porsild» se emplea para indicar a Morten Pedersen Porsild como autoridad en la descripción y clasificación científica de los vegetales.[1]